# Abdallah Wafy

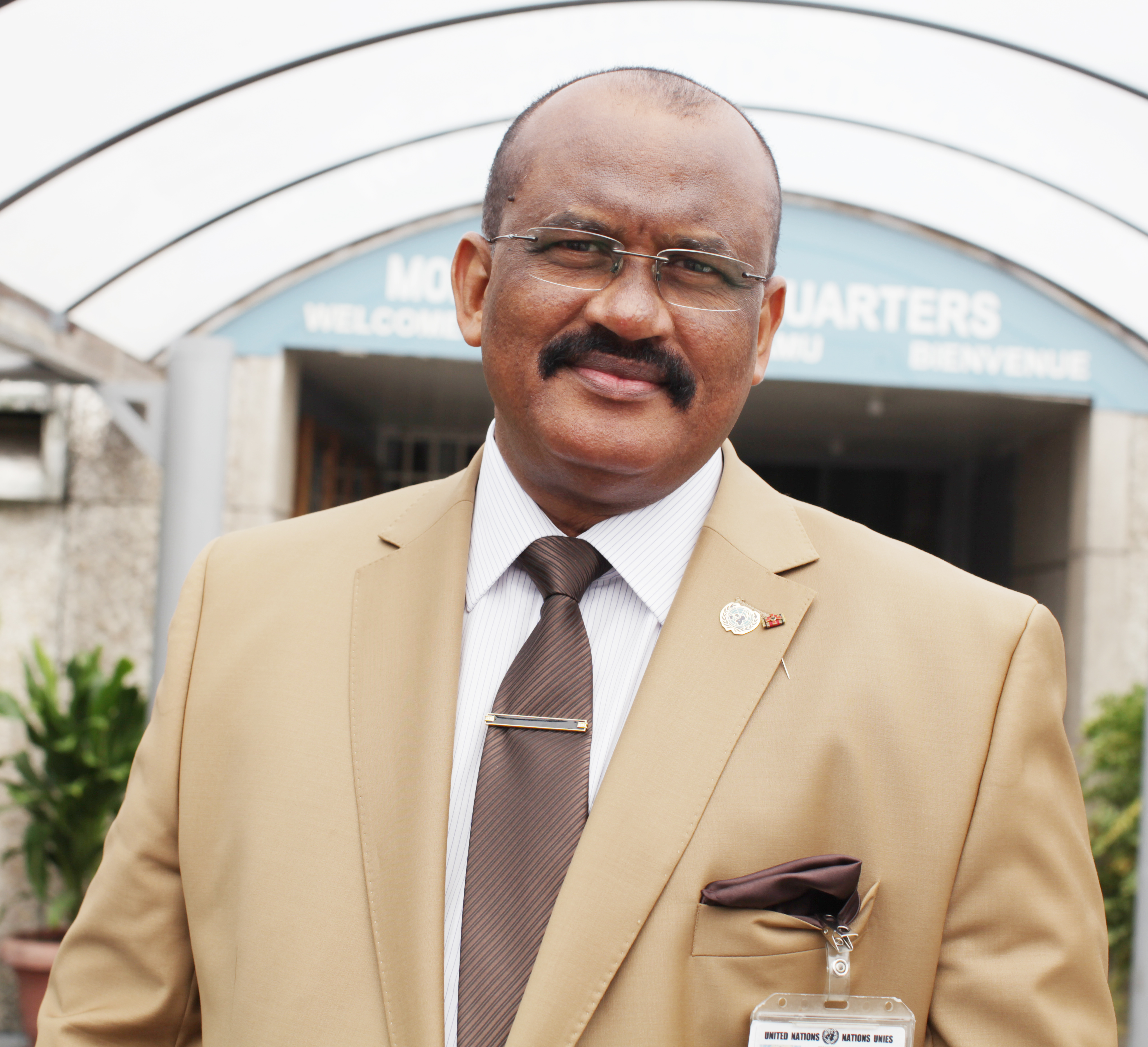
Abdallah Wafy (2013)

Abdallah Wafy (* 1955; † 16. Dezember 2020 in Niamey) war ein nigrischer Diplomat.

## Leben
Abdallah Wafy studierte Recht an der Université du Bénin in Lomé, wo er eine maîtrise en droit erwarb. Ferner machte er ein Diplom als Polizeikommissar an der École nationale supérieure de la police in Saint-Cyr-au-Mont-d’Or.
Wafy arbeitete von 1981 bis 1985 in verschiedenen leitenden Funktionen bei der nigrischen Polizei, etwa als Direktor der nationalen Polizeischule und als Verwaltungs- und Finanzdirektor. Anschließend war er zehn Jahre lang als Manager in der Wirtschaft tätig. Staatspräsident Ibrahim Baré Maïnassara bestimmte ihn 1997 zu seinem Sicherheitsberater.
Nach dem Sturz Baré Maïnassaras wurde Abdallah Wafy ins Ausland geschickt. So wirkte er von 1999 bis 2003 als Botschafter Nigers in Libyen und zugleich als ständiger Vertreter Nigers bei der Gemeinschaft der Sahel-Sahara-Staaten. Nachdem er in Niger unter anderem ein Projekt zu computergestützten Personalausweisen koordiniert hatte, stand Wafy von 2006 bis 2007 im Dienst der Zivilpolizei der Operation der Vereinten Nationen in Côte d’Ivoire (ONUCI). Danach war er Präsident der Disziplinarkommission der Polizei Nigers und zugleich Berater von Innenminister Albadé Abouba für Sicherheits- und Dezentralisierungsfragen.
Wafy fungierte von 2010 bis 2013 als Polizeichef der Mission der Vereinten Nationen für die Stabilisierung in der Demokratischen Republik Kongo (MONUSCO). Von 2013 bis 2015 war er stellvertretender Leiter der MONUSCO. Die Leitung der Mission in diesem Zeitraum hatte Martin Kobler inne. Ab 2015 war Wafy als Nachfolger von Boubacar Boureima Ständiger Vertreter Nigers bei den Vereinten Nationen. Er wurde 2018 als Nachfolger von Hassana Alidou zum Botschafter Nigers in den Vereinigten Staaten ernannt. Seine Funktion als Ständiger Vertreter bei den Vereinten Nationen übernahm Abarry Abdou.
Abdallah Wafy war verheiratet und hatte fünf Kinder. Er starb Ende 2020 und wurde auf dem Muslimischen Friedhof von Yantala in Niamey bestattet.